# Bdale Garbee
Bdale Garbee es un especialista en computadores que trabajó para el Proyecto Debian y para Debian GNU/Linux. Actualmente es el director técnico (Chief Technical Officer, CTO) de Linux en Hewlett-Packard, y es el actual presidente de la organización del Software en el Interés Público.
Bdale Garbee fue un desarrollador de Debian desde los tempranos días del proyecto, a mediados de la década de los 90, y estableció en 1995, la máquina del desarrollador oficial de Debian, llamada "master.debian.org". Más tarde, sirvió como Líder del Proyecto Debian durante un año (2002-2003). 
Es miembro de la junta directiva de Software en el Interés Público, la organización no lucrativa que recoge donaciones para Debian, desde el 29 de julio de 2004, y fue elegido presidente el 1 de agosto de 2006.
Garbee es también un radio aficionado, miembro de AMSAT, TAPR (antiguo vicepresidente) y de ARRL.
El nombre Bdale es una abreviación de Barksdale, dado en honor a su abuelo materno, Alfred D. Barksdale.